# (2104) Toronto
(2104) Toronto ist ein Asteroid des Hauptgürtels, der am 15. August 1963 von Karl Walter Kamper auf Fotoplatten, die von Sidney van den Bergh an der Thüringer Landessternwarte Tautenburg (IAU-Code 033) gemacht wurden, entdeckt wurde.
Benannt wurde er zu Ehren der Universität Toronto, die einen wichtigen Beitrag zur Entwicklung der Astronomie in Kanada leistete.